# پرایس فورک (ویرجینیا)
پرایس فورک (به انگلیسی: Prices Fork) یک منطقهٔ مسکونی در ایالات متحده آمریکا است که در شهرستان مونتگومری، ویرجینیا واقع شده‌است. پرایس فورک ۱٬۰۶۶ نفر جمعیت دارد.